# Хафиз Али Хан
Хафиз Али Хан (хинди उस्ताद हाफिज़ अली खाँ; 1888, Гвалиор,  Британская Индия –1972, Бомбей, Махараштра, Индия) – индийский музыкант, композитор, музыкальный педагог. Виртуоз игры на сароде.

## Биография
Представитель пуштунского племени Бангаш. Сын игрока на сароде, вырос в среде игроков на этом музыкальном инструменте.
Хафиз Али был придворным музыкантом в Гвалиоре. Выступал на всех важных музыкальных фестивалях в Индии в начале XX века. Особо ценился в колониальной Индии за стилизованное исполнение Гимна Великобритании «Боже, храни короля» на сароде.
Известен, как исполнитель традиционной индуистской классической музыки. Был одним из самых востребованных музыкантов своего времени, что было немалым подвигом для инструменталиста в эпоху, когда, в основном, доминировала вокальная музыка.

## Награды
В 1960 году стал обладателем одной из высших наград Индии – Падма бхушан.

## Память
- В 2000 году Почта Индии выпустила марку с его изображением.
- В Нью-Дели именем Хафиза Али Хана названа улица.